# Sinovac Biotech
Sinovac Biotech ist ein chinesisches Pharmaunternehmen. Das Unternehmen fokussiert sich auf die Herstellung von Impfstoffen.

## Produkte
Das Unternehmen stellte bisher Impfstoffe gegen folgende Viren her:
- Hepatitis-A-Virus
- Hepatitis-B-Virus
- Influenza-A-Virus H5N1
- Influenza-A-Virus H1N1

## SARS-CoV-2-Impfstoff
Sinovac gab im April 2020 bekannt, dass sie an der Entwicklung eines SARS-CoV-2-Impfstoffs arbeiten. Der Impfstoff wurde CoronaVac genannt. Klinische Studien (Phase-III-Studien) erfolgten in Brasilien, Chile, der Volksrepublik China, Hongkong, Indonesien, Philippinen und der Türkei.
Ende Dezember 2020 meldete ein Vertreter der brasilianischen Gesundheitsbehörde, dass CoronaVac eine Wirksamkeit von unter 90 Prozent erzielte. Getestet wurden 13.000 Freiwillige. In der Türkei wurde bei Studien eine Wirksamkeit von 91,25 Prozent festgestellt.
Eine Studie in Indonesien zeigte eine Wirksamkeit von 63,5 Prozent, während eine brasilianische Studie in Manaus, wo eine starke Verbreitung der Virus-Mutation Lineage P.1 vorliegt, eine Wirksamkeit von 50,4 Prozent feststellte. Zu diesem Ergebnis kam man in Brasilien bei einem Abstand von zwei Wochen zwischen den Impfdosen. Diese konnte bei Probanden, die erst nach drei Wochen erneut geimpft wurden, auf knapp 70 Prozent gesteigert werden. Im März 2021 ermittelte die Hacettepe-Universität in Ankara in einer Phase-3-Studie mit 10216 Teilnehmern eine Wirksamkeit von 83,5 Prozent.
Gegen die Coronavariante Omikron, die sich ab Ende 2021 weltweit verbreitete, ergab sich keine Wirksamkeit des Impfstoffes Coronavac.
Von 2020 bis Mitte 2021 führte das US-Militär eine Geheimoperation durch, mit der die Sicherheit und Wirksamkeit des chinesischen Impfstoffes in Zweifel gezogen werden sollte. Ziel war es das Ansehen und den Einfluss Chinas in Asien, insbesondere in den Philippinen, zu schädigen. Das Pentagon missbrauchte dazu unter anderem Social-Media-Accounts, um Desinformation über den Sinovac-Impfstoff zu verbreiten. Eine Desinformation war, dass der Impfstoff aus Schweinefleisch gewonnene Bestandteile enthalte und daher nach islamischem Recht harām sei. Die Geheimoperation wurde unter Donald Trump gestartet und wurde Mitte 2021, weniger als ein halbes Jahr nach Amtsantritt von Joe Biden, beendet. Auswirkung der Geheimoperation war bspw. eine Verstärkung der Impfskepsis bei der philippinischen Bevölkerung bzw. eine Ablehnung besonders dem CoronaVac Impfstoff gegenüber. Der damalige philippinische Präsident Rodrigo Duterte appellierte an die Bürger, sich gegen COVID impfen zu lassen, und ergriff drastische Maßnahmen zum Bevölkerungsschutz. Er sagte beispielsweise:

„Impft euch oder ich bringe euch hinter Gitter!“